# Lee Si-young (actrice)
 (juillet 2019).
Si vous disposez d'ouvrages ou d'articles de référence ou si vous connaissez des sites web de qualité traitant du thème abordé ici, merci de compléter l'article en donnant les références utiles à sa vérifiabilité et en les liant à la section « Notes et références ».
Pour les articles homonymes, voir Lee Si-young.
Dans ce nom, le nom de famille, Lee, précède le nom personnel coréen.
Lee Si-young (en coréen : 이시영) est une actrice et sud-coréenne, née le 17 avril 1982) à Heungdeok-gu (Cheongju). Elle est également boxeuse. Après avoir gagné en popularité pour son interprétation de Oh Min-ji dans la série télévisée Boys Over Flowers, Shi Muda rejoint le casting de l'émission de télé-réalité We Got Married où elle est associée à Jun Jin, du boys band Shinhwa. Jusqu'en juin 2009, ils deviennent le premier couple à avoir officiellement une vraie relation en dehors de l'émission, avant de rompre six mois plus tard.

## Biographie

### Carrière
En 2008, elle lance sa carrière d'actrice dans l'apparition dans la troisième saison de Super Action TV Urban Legends Deja Vu. Le drame historique The Kingdom of the Winds ("Royaume des Vents") suit après.
En 2009, elle commence à attirer l'attention avec plusieurs seconds rôles de haut niveau. Dans la série à grand succès Boys over Flowers (Des garçons au-dessus des fleurs), elle interprète un personnage de Sakurako Sanjo dans le manga Hana Yori Dango. Elle interprète ensuite le rôle de la maîtresse d'un homme marié dans un mélodrame Loving You a Thousand Times. Elle devient populaire auprès du grand public quand elle joint le casting de We Got Married, une télé-realité sur les faux couples mariés. Elle a comme partenaire Jin Jin du boy band Shinhwa. Surnommés « le couple Gundam » par les fans pour leur amour de l'anime, Lee et Jun Jin commencent à sortir ensemble dans la vie réelle, ce qui fait qu'ils deviennent le premier couple à avoir de vraies relations amoureuses en dehors du projet.
En 2010, elle commence à animer Entertainment Relay (aussi connu sous le nom d’Entertainment Weekly) : il s'agit du show d'actualités de divertissement le plus ancien à la télévision coréenne (son terme de travail expire en 2012),.

### Vie privée
En juin 2017, Lee Si-young annonce sur ses réseaux sociaux qu'elle se marie en septembre et qu'elle est enceinte de quatorze semaines. Son fils est né le 7 janvier 2018,.

## Filmographie

### Cinéma
- 2014 : The Divine Move

### Séries télévisées
- 2008 : Urban Legends Deja Vu : Sun-ah
- 2008 : The Kingdom of the Winds : Yeon-hwa
- 2009 : Boys Over Flowers : Oh Min-ji
- 2009 : Again, My Love : Son Jung-hwa
- 2009 : Loving You a Thousand Times : Hong Yeon-hee
- 2010 : Becoming a Billionaire : Bu Tae-hee
- 2010 : Playful Kiss : Yoon Hae-ra
- 2011 : Poseidon : Lee Soo-yoon
- 2012 : Wild Romance : Yoo Eun-jae
- 2014 : Golden Cross : Seo Yi-re
- 2014 : Righteous Love : Kim Il-ri
- 2015 : My Beautiful Bride : Cha Yoon-mi
- 2017 : The Guardians : Jo Soo-ji
- 2018 : Risky Romance : Joo In-a
- 2019 : Liver or Die : Lee Hwa-sang
- 2020 : SF8 : Ji-woo
- 2020 : Sweet Home : Seo I-kyeong